# 伊奈忠篤
伊奈 忠篤（いな ただあつ、寛文9年（1669年） - 元禄10年10月19日（1697年12月2日））は、江戸時代中期の関東郡代。通称半十郎、隼人。関東郡代を務める伊奈忠常の嫡男。弟に忠順。室は横田由松の娘。
父忠常の死後、わずか12歳で関東郡代職と武蔵国赤山（現埼玉県川口市赤山）4000石の赤山陣屋を引継ぎ、武蔵国神奈川にも陣屋を置いた。支配所は関東で22万石。父らと同じく、伊奈氏の代々の仕事を引き継ぎ、関東郡代として治水工事、新田開発を行ったが、29歳で夭折し、弟の忠順が跡を継いだ。
1692年（元禄5年）に飛騨高山藩主金森頼旹が出羽国上山藩に移封となり、飛騨国一国が幕府領となった際に飛騨代官（後の飛騨郡代）を兼務した。飛騨国における支配条目35か条を発し、税制改革、山林や鉱山の管理などの諸政策を実施するとともに、総検地を行ない1695年（元禄8年）時点での石高を4万4400石とした。現在も国の史跡となって残る岐阜県高山市の高山陣屋は、忠篤が金森氏の下屋敷だったものを代官屋敷として整備したものである。